# Radomir Wit
Radomir Wit (ur. 19 lipca 1991 we Wrocławiu) – polski dziennikarz telewizyjny i radiowy. Reporter polityczny i korespondent sejmowy TVN24.

## Życiorys
Debiutował w 2010 we wrocławskim Radiu Traffic FM. W latach 2012–2016 był związany z Radiem Zet jako prezenter i gospodarz audycji. Był m.in. szefem działu wideo, jednym z prowadzących listę przebojów, audycje „iTunes Express”, „Aktywnie bardzo w Radiu Zet” oraz autorem weekendowego programu „Weekend Wita”.
Współpracował jako reporter i prezenter z różnymi kanałami Telewizji Polskiej. W sierpniu 2015 zadebiutował na antenie TVP Info.
Od czerwca 2016 pracuje jako reporter polityczny TVN24 i korespondent sejmowy stacji. Gościnnie prowadzi rozmowy w programach „Jeden na jeden” i „Tak jest” oraz jest jednym z autorów internetowego Magazynu TVN24. Od 2020 autor politycznego vloga „Sejm Wita” dostępnego na platformie TVN24 GO. W latach 2021–2022 prowadził dostępny na tej samej platformie program „#BezKitu”. Od listopada 2022 jest gospodarzem autorskiego programu „Kampania #BezKitu” emitowanego w piątkowe wieczory na antenie TVN24. 
Nominowany do Polsko-Niemieckiej Nagrody Dziennikarskiej im. Tadeusza Mazowieckiego w 2016 za materiał „Wyprzedzając swój czas” zrealizowany dla TVP2. Laureat nagrody TVN24 za najlepszą relację polityczną w 2020 za rozmowę z sędzią Maciejem Nawackim.
W 2022 roku wystąpił w epizodycznej roli reportera w filmie Apokawixa. We wrześniu 2023 miała miejsce premiera jego książki Sejm Wita o kulisach Sejmu i pracy dziennikarzy i dziennikarek politycznych.